# Rhipidomys austrinus
Rhipidomys austrinus är en däggdjursart som beskrevs av Thomas 1921. Rhipidomys austrinus ingår i släktet sydamerikanska klätterråttor och familjen hamsterartade gnagare. IUCN kategoriserar arten globalt som livskraftig. Inga underarter finns listade.
Denna klätterråtta förekommer i Bolivia och norra Argentina. Den vistas där mellan 350 och 2600 meter över havet. Habitatet varierar mellan olika slags skogar, jordbruksmark och områden vid samhällen.